# Deus sive Natura

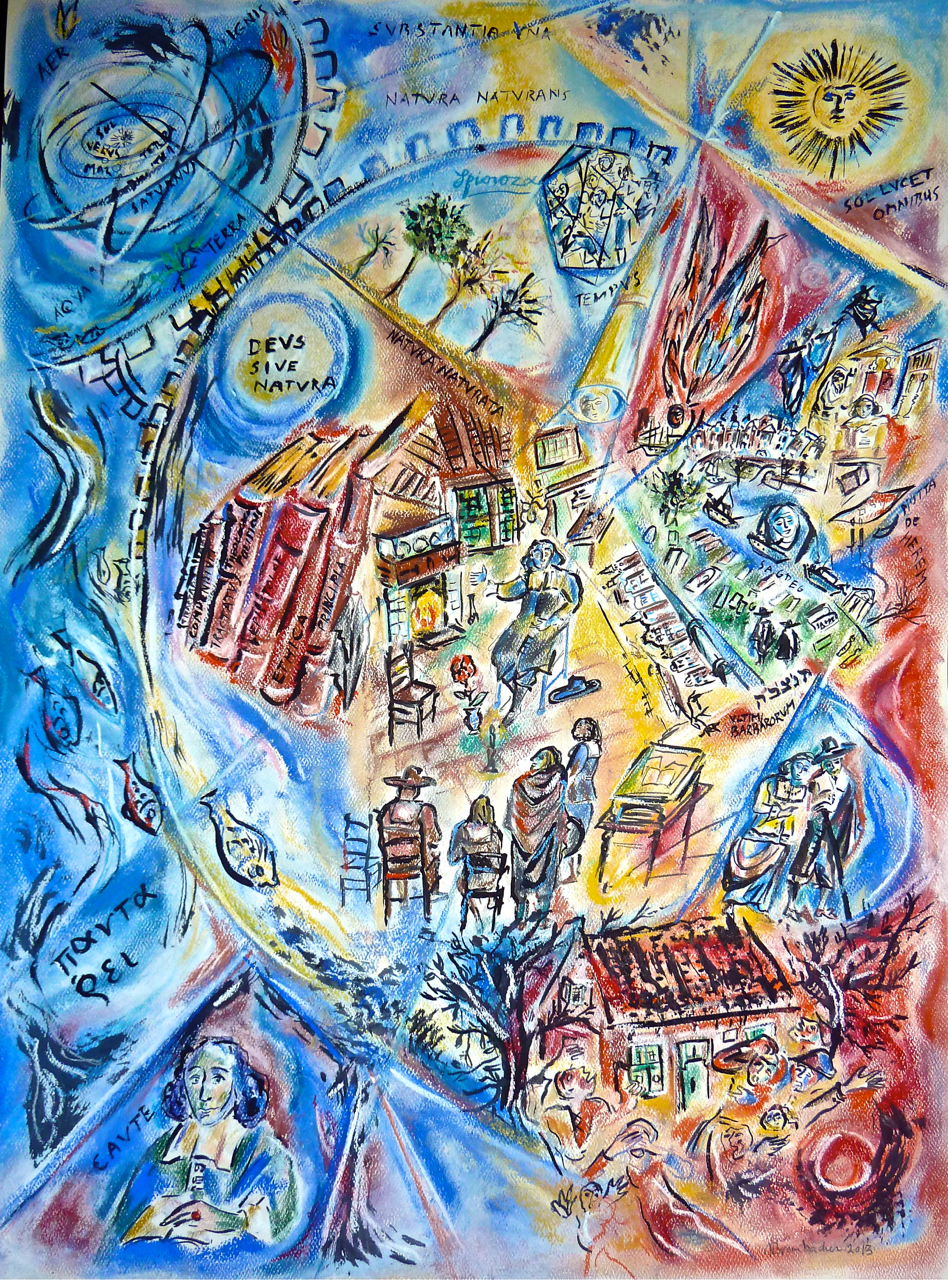
Deus sive NaturaSpinozas Formel malerisch interpretiert von Shoshannah Brombacher.

Die häufig zitierte lateinische Phrase Deus sive Natura, welche wörtlich übersetzt Gott oder auch die Natur lautet, formuliert in einprägsamer Kürze den Kern des sogenannten Spinozismus, die religions- und bibelkritische Philosophie des Freidenkers sephardischer Abstammung Baruch de Spinoza (1632–1677). Die spinozistische Doktrin, Die Natur selbst ist Gott, behauptet entgegen der zu seiner Zeit gängigen Auffassung, dass Gott transzendent sei, seine Immanenz.

## Identifikation von Geist und Materie
Benedictus de Spinoza, der ketzerische jüdische Philosoph aus Amsterdam, vertritt die aus jüdischer Sicht blasphemische Ansicht, Geist und Materie seien identisch:

„Substantia sive Natura erklärt Spinoza als Pantheist, Deus sive Natura erklärt er als Naturalist. Naturalismus nämlich ist jede Philosophie, welche die Natur nicht aus dem Geiste, sondern den Geist aus der Natur erklärt und ableitet.“

Getreu dieser monistischen Identifikation von Geist und Materie gibt es keinerlei Transzendenz, existiert kein außerweltlicher Schöpfergott, kein persönlicher Gott, wie man ihn aus biblischer und koranischer Überlieferung kennt, der in die Welt eingreifen und zu dem Menschen beten könnten. Spinoza identifizierte das All-Göttliche mit dem Universum, dem Kosmos:

„Die Welt ist nicht teleologisch. Das heißt, sie ist nicht auf einen von Gott ersonnenen Endzweck ausgerichtet. Gott oder die Natur sind in sich streng kausal und absichtslos. In der Formel Deus sive Natura ist für einen eingreifenden Gott kein Platz. Spinoza nimmt vielmehr alles Sein in Gott hinein. Von einem freien Willen Gottes und von göttlicher Liebe kann nicht mehr in tradiertem Sinne gesprochen werden. In allem regiert die Notwendigkeit der göttlichen Allnatur, die heilige Vernunft.“

Der irische Freidenker John Toland prägte im 18. Jahrhundert für Spinozas Konzept der Immanenz Gottes in der Welt, das Aufgehen Gottes in der Natur und im Kosmos, den Fachbegriff Pantheismus, der den Terminus Spinozismus im Laufe der Philosophiegeschichte verdrängte:

„Es gibt kein von der Materie und diesem Weltgebäude unterschiedenes göttliches Wesen und die Natur selbst, d. i. die Gesamtheit der Dinge, ist der einzige und höchste Gott.“

## Die pantheistische Formel in Spinozas Hauptwerk, derEthik
Die berühmte lateinische Formel Deus sive Natura taucht in Spinozas Hauptwerk viermal auf, und zwar in der auf Latein abgefassten Ethik in geometrischer Ordnung dargestellt (1677), Viertes Buch, teilweise in deklinierter Form und mit synonymen Konjunktionen verbunden.
Einmal mit der Konjunktion sive als „Deus sive Natura“ und dreimal mit der bedeutungsgleichen Konjunktion seu als „Deus seu Natura“:

„1. Potentia, qua res singulares et consequenter homo suum esse conservat, est ipsa Dei sive Naturae potentia.
Die Macht, kraft deren Einzeldinge und folglich der Mensch sein Sein erhält, ist genau Gottes Macht, das heißt die der Natur.“

wobei Dei sive Naturae im lateinischen Genitiv steht, im Gegensatz zur nominativischen Formel Deus sive natura. So auch im folgenden Zitat:

„2. Potentia itaque hominis, quatenus per ipsius actualem essentiam explicatur, pars est infinitae Dei seu Naturae potentiae, hoc est essentiae.
Des Menschen Macht ist also, insofern sie sich durch seine wirkliche Essenz erklären lässt, Teil von Gottes oder der Natur unendlicher Macht, das heißt Essenz.“

„3. Ostendimus enim in primae partis appendice naturam propter finem non agere; aeternum namque illud et infinitum ens, quod Deum seu Naturam appellamus, eadem, qua existit, necessitate agit.
Im Anhang zum ersten Teil haben wir nämlich gezeigt, dass die Natur nicht um eines Zweckes willen handelt; denn jenes ewige und unendliche Seiende, das wir Gott oder die Natur nennen, handelt aus der gleichen Notwendigkeit heraus, aus der es existiert.“

wobei Deum seu Naturam im lateinischen Akkusativ steht.

„4. Ratio igitur seu causa, cur Deus seu Natura agit et cur existit, una eadamque est.
Also ist der Grund oder die Ursache, warum Gott, das heißt die Natur handelt und warum er existiert, ein und dieselbe.“

## Gott und Naturin Spinozas Briefen
In Briefen an Heinrich Oldenburg, der als langjähriger Sekretär der Royal Society eine zentrale Rolle im Wissenschaftsbetrieb des 17. Jahrhunderts spielte, erläutert Spinoza seine neue Weltanschauung:

„Ferner, dass ich Gott von der Natur nicht so trenne, wie es alle, von denen ich Kenntnis habe, getan.“

„So habe ich über Gott und Natur eine ganz andere Meinung als jene, die von den modernen Christen gewöhnlich vertreten wird. Ich fasse nämlich Gott als die immanente und nicht als die äußere Ursache aller Dinge. Ich behaupte eben, dass alles in Gott lebt und webt.“

Die Formulierung „leben und weben“ ist dabei eine Anspielung auf die bekannte Rede des Paulus auf dem Areopag: siehe Apg 17,28 . Dort war jedoch keine pantheistische Aussage gemacht, sondern die Erhabenheit Gottes betont worden.

## Kritiker der pantheistischen Formel
- Arthur Schopenhauer (1788–1860) kritisiert Spinozas Formel:

„Gegen den Pantheismus habe ich hauptsächlich nur Dieses, dass er nichts besagt. Die Welt Gott nennen, heißt nicht, sie erklären, sondern nur die Sprache mit einem überflüssigen Synonym des Wortes Welt bereichern. Ob ihr sagt ‚die Welt ist Gott‘ oder ‚die Welt ist die Welt‘ läuft auf Eins hinaus... Viel richtiger wäre es, die Welt mit dem Teufel zu identifizieren: der böse Geist und die Natur sind Eins.“

Für Schopenhauer ist letztlich der Pantheismus nur eine „Euphemie für Atheismus“:

„Pantheismus ist ein sich selbst aufhebender Begriff, weil der Begriff eines Gottes eine von ihm verschiedene Welt voraussetzt. Soll hingegen die Welt selbst seine Rolle übernehmen, so bleibt eben eine absolute Welt, ohne Gott.“

- Ludwig Feuerbach (1804–1872) setzt gegen Spinozas pantheistischen Ausdruck Deus sive Natura die atheistische und naturalistische Formel Aut Deus aut Natura:

„Spinoza sagte: ,Gott oder Natur, das ist dasselbe’. Feuerbach sagte: ,Entweder Gott oder Natur, beides ist nicht dasselbe′.“

„Warum willst du als Naturalist noch Theist und als Theist zugleich Naturalist sein? Weg mit diesem Widerspruch! Nicht Deus sive Natura, sondern Aut Deus, aut Natura ist die Parole der Wahrheit. Wo Gott mit der Natur oder umgekehrt die Natur mit Gott identifiziert oder konfundiert wird, da ist weder Gott noch Natur, sondern ein mystisches, amphibolisches Zwitterding. Dies ist der Grundmangel Spinozas.“

- Johann Gottfried Herder transformiert Spinozas Deus sive Natura zu Deus sive Homo (Gott oder auch der Mensch):

„Für Spinoza war der Mensch ein ‚Teil‘ der Natur. Durch den von Herder und Goethe in den Spinozismus hineingetragenen Entwicklungsgedanken wird aus dem ‚Teil‘ das höchste Entwicklungsprodukt. Gott und Mensch werden identisch (Deus sive Homo). Der Mensch ist nun die Natur bzw. Gott in der Vollendung. Es ist somit ersichtlich, dass die spinozistische  Formel Deus sive Natura die Formel Deus sive Homo in sich enthält. In beiden vollzieht sich in einer Negation der Negation die positive Aufhebung Gottes im Menschen.“

- Fritz Mauthner erblickt in Spinozas pantheistischer Formel:

„den letzten Versuch, den alten Gott vor dem Ansturm des neuen Naturwissens zu schützen. Das Wort ‚Gott‘ wenigstens zu retten, indem man es hinter der neuen Gottheit versteckte, der Natur. Auch dieser große Pan ist tot.”“

- Der Atheist Joachim Kahl vertritt im Gegensatz zum Pantheismus die Position eines materialistischen Naturalismus und kritisiert Spinozas Formel:

„Materie und Geist treten nicht, wie Spinoza pantheistisch meinte, konstant parallel auf. Vielmehr entsteht Geist in der Evolution der Organismen erst ganz spät, äußerst selten (möglicherweise singulär) und stets gefährdet: als Systemeigenschaft des menschlichen Gehirns.“

- Der Philosoph Karl Löwith beschließt seinen Essay Spinoza. Deus sive Natura mit den Worten:

„Spinozas Deus ‚sive‘ Natura steht genau an der Grenze, an der das Vertrauen in Gott erlischt und der kritische Überschritt zur Anerkennung eines gottlosen Weltalls geschieht, das ohne Zweck und also ohne ‚Sinn‘ oder ‚Wert‘ ist.“

### Primärliteratur
- Baruch de Spinoza: Vierter Teil der Ethik. Von der menschlichen Unfreiheit oder von der Macht der Affekte (in deutsche Übersetzung), Projekt Gutenberg – de
- Baruch de Spinoza: Ethik in geometrischer Ordnung dargestellt. Herausgegeben von Wolfgang Bartuschat (Lateinisch–Deutsch). 3., verbesserte Auflage. Felix Meiner Verlag, Hamburg 2010, ISBN 978-3-7873-1970-1.

### Sekundärliteratur
- Kuno Fischer: Spinozas Leben, Werk und Lehre, 1898, Salzwasser Verlag Paderborn, ISBN 978-3-8460-2615-1, Nachdruck des Originals von 1898. (Kuno Fischer: Geschichte der neuern Philosophie, Zweiter Band: Spinoza) – eingeschränkte Vorschau in der Google-Buchsuche.
- Matthias Jung: Spinoza: Gott ist Natur – Natur ist Gott. Emu Verlag, Lahnstein 2005, ISBN 3-89189-102-4.
- Karl Löwith: Spinoza. Deus sive Natura. In: Gott, Mensch und Welt in der Metaphysik von Descartes bis zu Nietzsche. Göttingen 1967, IX. Kapitel, S. 197–248.
- Winfried Schröder: Deus sive natura. Über Spinozas so genannten Pantheismus. In: Deutsche Zeitschrift für Philosophie. (DZPhil) 57 (2009) 3, S. 471–480.
- Helmut Seidel: Baruch de Spinoza zur Einführung. 2. Auflage. Junius, Hamburg 2007, ISBN 978-3-88506-644-6.
- Jean-Noël Vuarnet: Frédéric Benrath: Deus sive Natura. Paris 1993, ISBN 2-85917-152-5. (französisch)
- Siegfried Wollgast: Deus sive natura: Zum Pantheismus in der europäischen Philosophie und Religionsgeschichte.. (= Sitzungsbericht der der Leibniz-Sozietät. Band 27, 1998, H 8). 1999, ISBN 3-89626-207-6.
- Arnold Zweig: Baruch Spinoza. Portrait eines freien Geistes 1632–1677, Seite 40 ff, und Seite 50 ff. Insel Verlag, 1961.